# Barbara Lawton

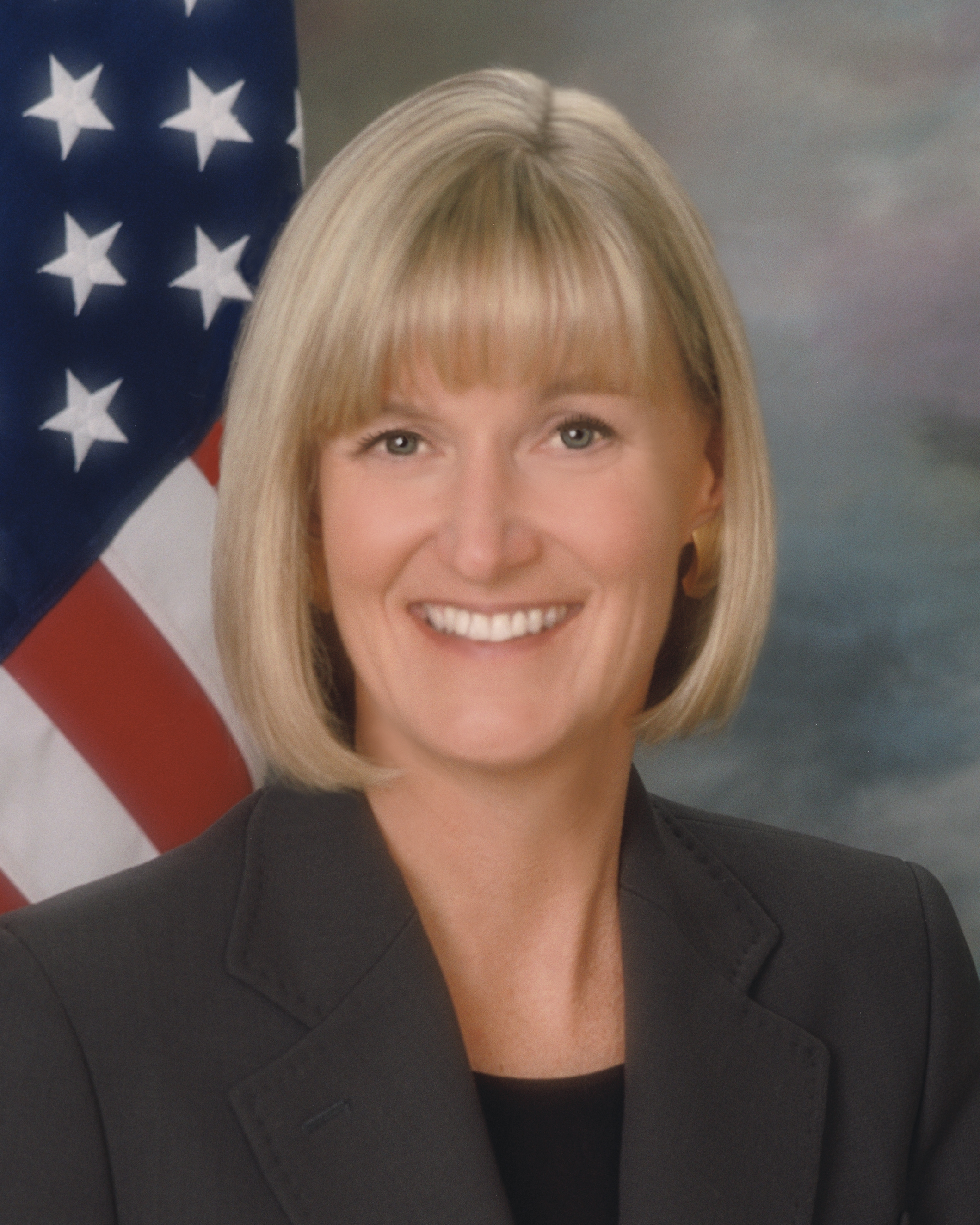
Barbara Lawton

Barbara Lawton (* 5. Juli 1951 in Milwaukee, Wisconsin) ist eine US-amerikanische Politikerin. Von 2003 bis 2011 war sie Vizegouverneurin des Bundesstaates Wisconsin.
Lawton studierte Spanisch an der Lawrence University, an der sie 1987 ihren Bachelor of Arts erhielt, und danach an der University of Wisconsin–Madison. Dort erhielt sie 1991 ihren Master of Arts 2002 wurde sie als Demokratin zum 43. Vizegouverneur von Wisconsin gewählt und übernahm das Amt am 3. Januar 2003. 2006 erfolgte ihre Wiederwahl. Lawton war die zweite Frau, die dieses Amt ausübte, und die erste Frau, die in dieses Amt gewählt wurde. Ihre Vorgängerin Margaret Farrow wurde zur Vizegouverneurin ernannt, als Scott McCallum auf den Posten des Gouverneurs nachrückte.
Im Vorfeld der Gouverneurswahlen 2010 erklärte sie im August 2009 ihre Kandidatur für die Nachfolge des nicht mehr antretenden Jim Doyle. Bereits im Oktober desselben Jahres zog sie ihre Kandidatur aus persönlichen Gründen zurück. Die Demokraten nominierten daraufhin Tom Barrett, der dem Republikaner Scott Walker unterlag. Das Amt des Vizegouverneurs übernahm mit Rebecca Kleefisch erneut eine Frau.
Lawton ist verheiratet und hat zwei Kinder, einen Sohn und eine Tochter.